# 薩摩川内市営バス

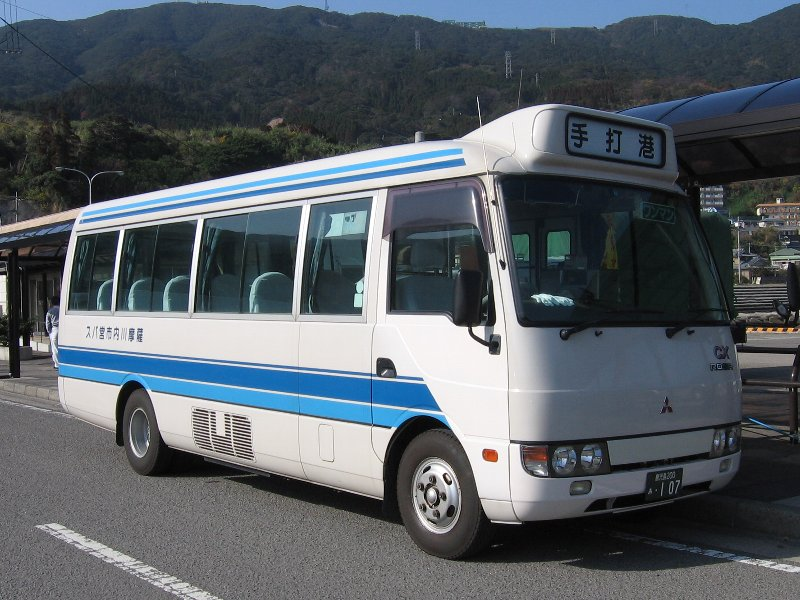
路線バス（長浜港にて）

薩摩川内市営バス（さつませんだいしえいバス）は、鹿児島県薩摩川内市の甑島で運行されていた公営バスである。2012年3月31日に事業を廃止した。

## 概要
- 下甑村が直営で行っていた「下甑村営バス」、および上甑島内の各自治体が共同で運営していた「上甑島バス企業団」のバス事業を、下甑島・上甑島の全自治体を合併した薩摩川内市が引き継いだものである。
- 道路運送法第4条に基づく「一般乗合旅客自動車運送事業者」である。そのため、車両のナンバープレートは緑ナンバーである。
  - 合併前の「下甑村営バス」、「上甑島バス企業団」とも「一般乗合旅客自動車運送事業者」として運行していたため、その立場を引き継いだものである。

## 沿革
- 1972年5月1日 下甑村営バス運行開始。[1]
- 1978年4月1日 上甑島バス企業団設立[1]。甑島観光交通から路線を譲受。
- 1993年4月1日 上甑島バス企業団、中甑 - 平良間路線開設。[1]
- 2000年7月21日 下甑村営バス、村内一周定期観光バス運行開始。[1]
- 2004年
  - 8月1日 下甑村営バス、旧鹿島村へ乗り入れ開始（長浜 - 鹿島間路線開設）。[1]
  - 10月12日 旧川内市と8町村（樋脇町、入来町、東郷町、祁答院町、里村、上甑村、下甑村、鹿島村）の新設合併に伴い、上甑島バス企業団と下甑村営バスを薩摩川内市営バスとして引き継ぐ。上甑島バス事業団は上甑バス事業所に、下甑村営バスは下甑バス事業所となる。
- 2012年
  - 3月 薩摩川内市営バスの事業を廃止。
  - 4月 薩摩川内市甑島コミュニティバス(南国交通委託)に引き継ぐ。

## 事業廃止時の路線

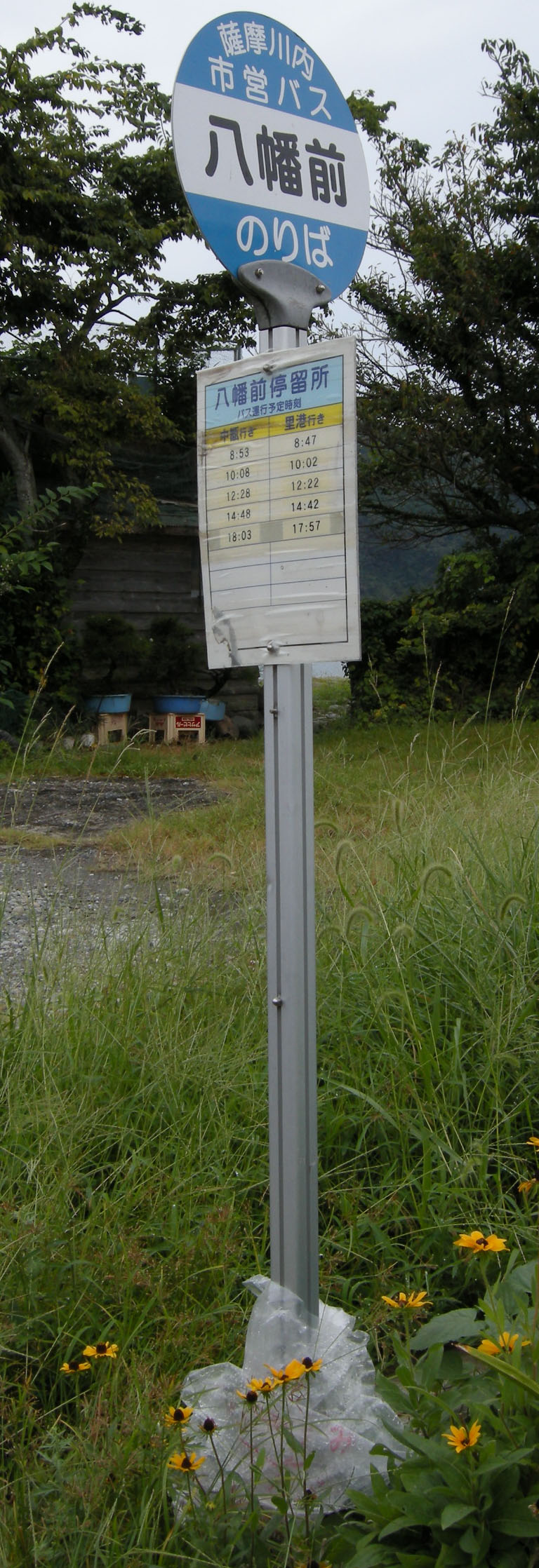
市営バスのバス停（上甑地域）

### 上甑地域
里線
中甑 - 茶の木 - 中野 - 薗上 - 役場前 - 八幡前 - 里
- ダイヤ（1日5往復）

浦内・桑之浦線
中甑 - 中甑港 - こしき園前 - 小島 - 瀬上 - 長目浜 - 桑之浦
- ダイヤ（中甑 - 桑之浦間運行：1日4往復/中甑 - 瀬上間運行：1日4往復）

平良線
中甑 - 中甑港 - こしき園前 - 大明神大橋 - 鹿の子大橋 - 岩屋 - 平良
- ダイヤ（1日7往復）

江石線
中甑 - 江石
- ダイヤ（1日7往復）

市之浦線
八幡宮 - 里波止場 - 市之浦
- ダイヤ（1日5往復）

中川原線（夏季運行）
中甑 - 中甑港 - レクレーション村
- ダイヤ（1日5往復）

### 下甑地域
長浜港 - 鹿島港線
長浜港 - 金井川 - 敬老園前 - 越路 - 林川原 - 吹切公園 - 寺家牧場 - 小牟田 - 住民センター - 消防会館前 - 鹿島港
- ダイヤ（1日3往復）

長浜港 - 芦浜線
長浜港 - 金井川 - 敬老園前 - 越路 - 芦浜
- ダイヤ（1日1往復）

手打港 - 青瀬 - 長浜港 - 瀬々野浦線
手打港 - 漁協前 - 浜上 - 法雲寺前 - 平之上 - 下甑支所 - 手打小学校前 - 大原 - （田畑/白木 - 本町公民館前 - 本町 - 向） - 城之峰 - 県道三叉路 - 西部線入口（ - 瀬尾） - 瀬尾入口 - 青瀬郵便局前 - 青瀬橋 - 海星中学校前 - 処理場前 - 消防分駐所前 - 診療所前 - 長浜橋 - 長浜港 - 金井川 - 敬老園前 - 長浜浄水場 - バイパス入口 - 自衛隊前 - 内川内入口（ - 内川内団地前 - 内川内） - 小屋床線入口 - 遊歩道入口 - ゆすの木 - 赤落とし - たまご石 - 前の平展望所 - 瀬々野浦
- ダイヤ（手打港 - 瀬々野浦間運行：1日4往復/手打港 - 長浜港間運行：1日2往復）

手打港 - 本町 - 片野浦線
手打港 - 漁協前 - 浜上 - 法雲寺前 - 平之上 - 下甑支所 - 手打小学校前 - 大原 - 白木 - 本町公民館前 - 本町 - 向 - 城之峰 - 県道三叉路 - 一里橋 - 片野浦岡 - 福祉館前 - 前之田橋 - 片野浦浜田
- ダイヤ（手打港→片野浦浜田間運行：1日5本/片野浦浜田→手打港間運行：1日4本）

## 車両

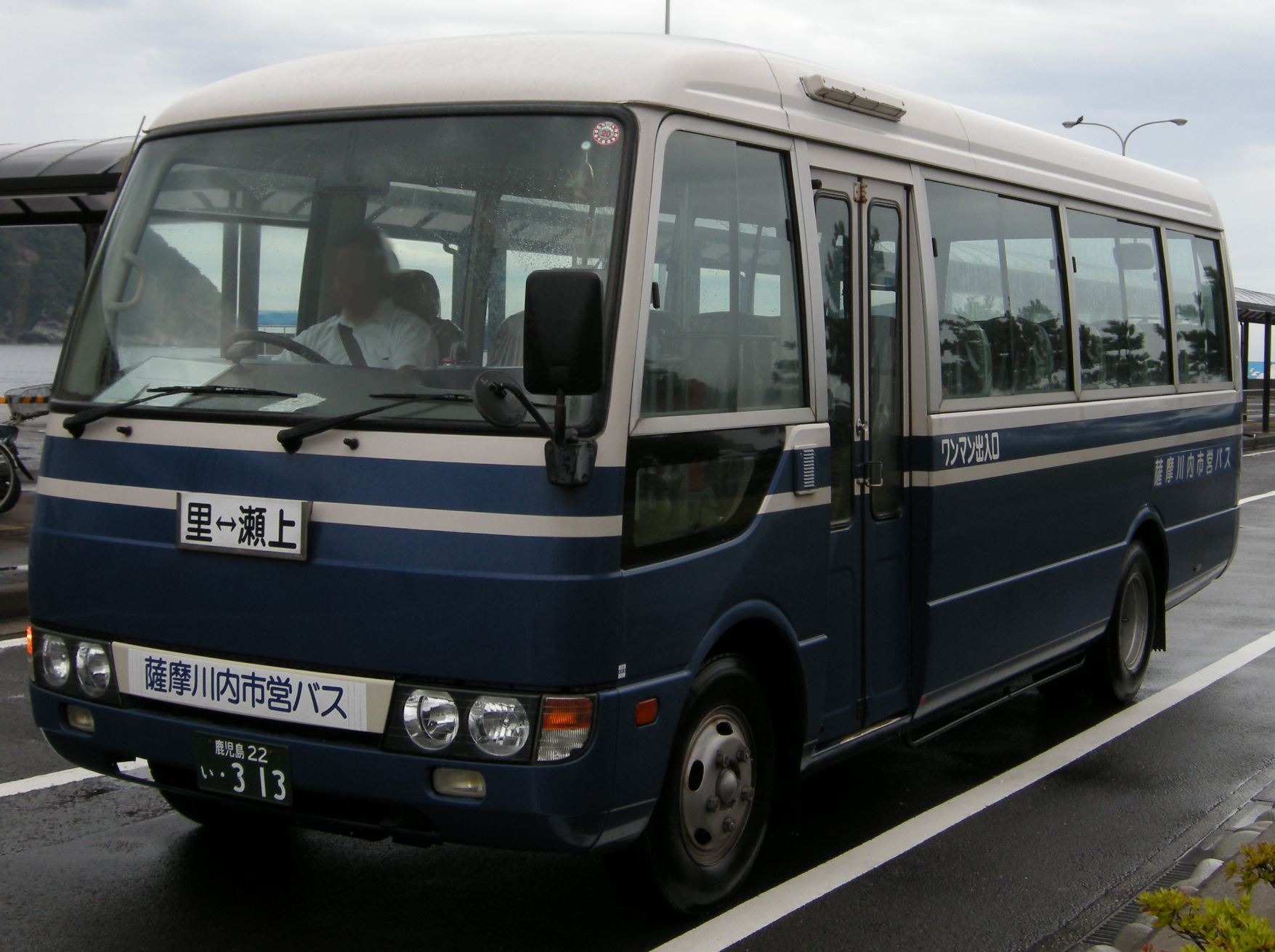
上甑地域の車両
※旧上甑島バス企業団のカラーリングを使用

- 三菱ふそう・ローザが多く使用されていた。